# Pribeník
Pribeník este o comună slovacă, aflată în districtul Trebišov din regiunea Košice. Localitatea se află la altitudinea de 100 m deasupra n.m., se întinde pe o suprafață de 12,32 km2 și în 2017 număra 999 de locuitori.

## Istoric
Localitatea Pribeník este atestată documentar din 1323.

## Demografie
| An:                | 1994 | 2004   | 2014   | 2024   |
| ------------------ | ---- | ------ | ------ | ------ |
| Număr de persoane: | 946  | 958    | 1016   | 970    |
| Diferență:         |      | +1,26% | +6,05% | −4,52% |

| An:                | 2023 | 2024   |
| ------------------ | ---- | ------ |
| Număr de persoane: | 958  | 970    |
| Diferență:         |      | +1,25% |